# LAPACK
LAPACK(Linear Algebra PACKage)은 선형대수학의 수치적 계산을 수행하는 라이브러리로, 일차연립방정식, 행렬 분해, 선형 최소제곱법 등을 수행하는 함수를 제공한다.
LAPACK은 1992년에 포트란 77로 작성되었으며, 2008년에 포트란 90 언어로 변경하였다. LAPACK은 LINPACK(연립방정식, 최소제곱법)과 EISPACK(행렬 고윳값 계산)을 계승하며, 더 효율적인 계산을 제공한다. LINPACK이 개발 당시의 벡터 프로세서와 공유 메모리 아키텍처를 기반으로 한 것과는 달리, LAPACK은 현대의 CPU 캐시를 효율적으로 이용하며 이를 위해 BLAS(Basic Linear Algebra Subprograms) 인터페이스를 사용한다.